# Colobogaster infraviridis
Colobogaster infraviridis es una especie de escarabajo del género Colobogaster, familia Buprestidae. Fue descrita científicamente por Thomson en 1879.